# معالج الدفع
معالج الدفع (بالإنجليزية: Payment processor) هو نظام يمكّن المعاملات المالية التي يستخدمها التاجر عادة للتعامل مع المعاملات مع العملاء من قنوات مختلفة مثل بطاقات الائتمان وبطاقات الخصم أو الحسابات المصرفية، ويتم تقسيمها عادةً إلى نوعين: هما الواجهة الأمامية والخلفية.
تمتلك معالجات الواجهة الأمامية اتصالات بمختلف جمعيات البطاقات وتفويضات التوريد وخدمات التسوية لتجار البنوك التجارية، وتقبل المعالجات الخلفية التسويات من معالجات الواجهة الأمامية، وعبر بنك الاحتياطي الفيدرالي، مثلاً نقل الأموال من البنك المصدر إلى البنك التجاري.
بعد قرون من استخدام العملات المعدنية، ظهرت العملة الورقية لأول مرة في الصين خلال عهد أسرة تانغ (حوالي القرن العاشر الميلادي) وتم إدخالها لاحقًا إلى الغرب في القرن السابع عشر. حيث بدأ الناس في استخدام الشيكات كوسيلة للدفع، وازدادت شعبيتها من القرن التاسع عشر إلى أوائل القرن العشرين.

## أنظر أيضا
- مزود خدمة الدفع
- قائمة بمزودي خدمة الدفع عبر الإنترنت